# Чжуан-цзи (філософ)
Джван-дзи або Джван Джов (кит. трад. 莊子, піньїнь: Zhuangzi, буквально «Мудрець Джван»; 369-286 рр. до н. е.) — філософ періоду супротивних країн, автор (принаймні заклав основу) однойменного даоського трактату «Джван-дзи», або «Наньхва джень дзин» — «Істинний канон країни Південних Квітів» — цю назву йому надав один з імператорів-даосів династії Тан (поч. VII ст.- поч. X ст.). Про самого Джван-дзи мало що відомо, це не дає можливості встановити історичність цієї постаті.
За Сима Цянєм, мудрець народився в царстві Сун, де нібито проживали нащадки панівного роду держави Шан-Їнь (XVIII—XI ст. до н. е.). Якийсь час Джван-дзи був чиновником-наглядачем на шовкових плантаціях, але невдовзі через відразу до служби став мандрівним відлюдником. Філософ зазнав культурного впливу в царстві Чу, де, як показали тексти, знайдені в 1970-х роках на місці поховання княгині Дай, даосизм був широко розповсюджений можливо й до написання «Дао де дзіну» або паралельно з ним.

## Текст та його структура

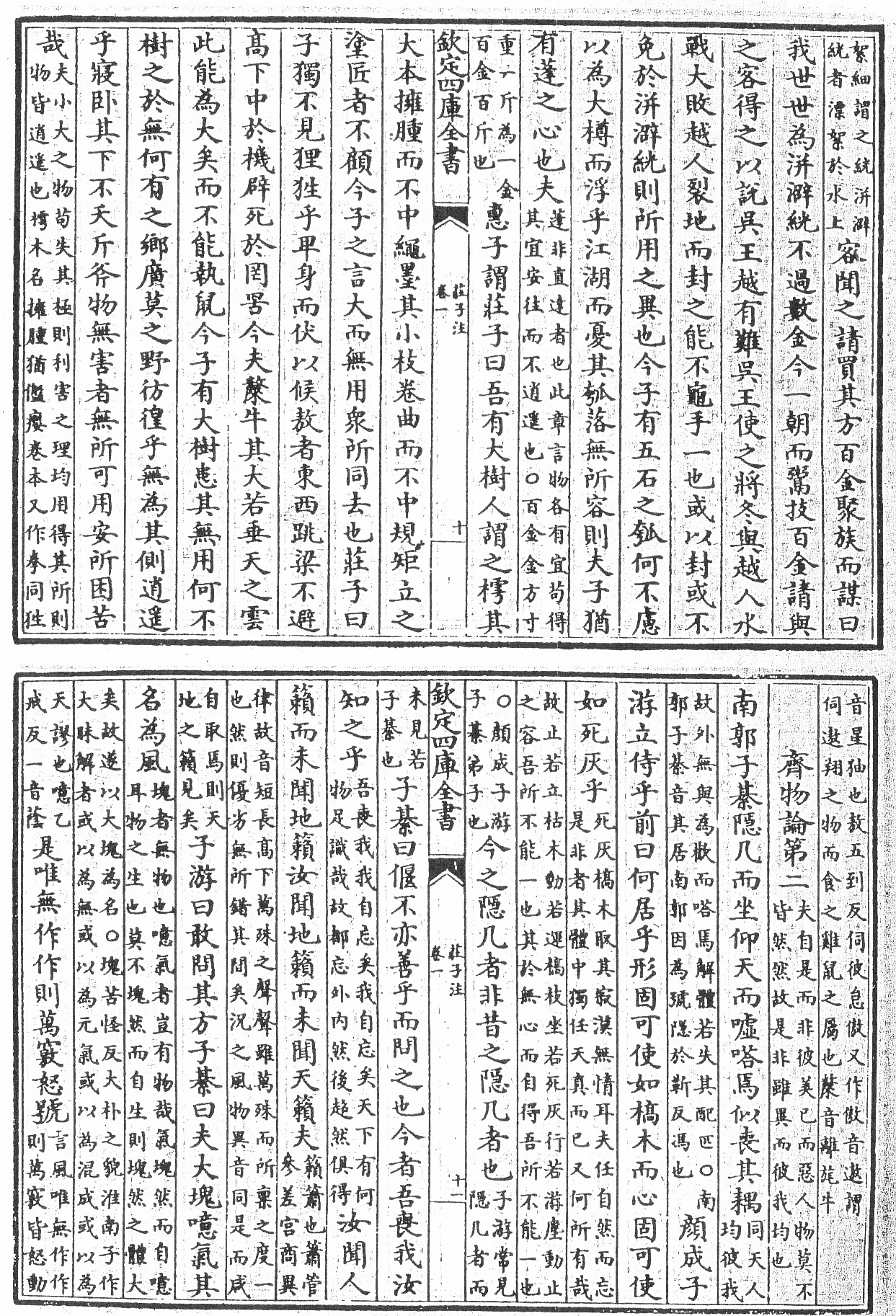
Лист з праці «Чжуан-цзи»

Написано специфічною мовою, особливості якої, за В. В. Малявіним, маловідомі сучасним дослідникам; науково текст досліджують лише останні півтора століття, а текстологічна аналітика ще не є довершеною. Найдавніші з нині відомих списків IX ст. зберігаються в Японії. Перший його звіт датується серединою II ст. до н. е. (Хуайнань-цзи) і складений при дворі прихильника даосизму Лю Аня, правителя Хуайнані. Впорядники тексту скоріше за все не обмежувались втручаннями тільки лінгвістичними, але й змінювали дещо згідно з власними поглядами.
За А. М. Карапетьянцем, до нас дійшло приблизно дві третини тексту, адже згадки в інших текстах містять інформацію про 100 тис. знаків і 52 глави, нині ж, як нам відомо, це приблизно 66 тис. ієрогліфів.
Сучасний текст, за редакцією Лю Сяня кінця ІІІ ст. н. е., складається з трьох частин та 33 глав:
1. Внутрішня частина (ней пянь) — містить 7 глав — авторство цієї частини приписують безпосередньо Чжуан-цзи. Можливо вона є хронологічно першим даоським текстом (невідомо імовірно, що передує чому — «Дао де цзін» внутрішній частині «Чжуан-цзи» чи навпаки);
2. Змішана частина, або різне (цза пянь) — 11 глав;
3. Зовнішня частина (вай пянь) — 15 глав;

Найімовірніше останні дві частини писали учні Чжуан-цзи (як безпосередні, так і наступні покоління протягом приблизно двох століть).
Остання 33 глава («Піднебесна»(тянь ся)) є найдавнішим китайським історико-філософським трактатом і найпізнішим додатком в «Чжуан-цзи», в ній класифікуються філософські школи за різними напрямками, так звані «сто шкіл» — це шість основних напрямків :
1. моїзм, заснований Мо Ді та Цинь Хуалі в V ст. до н. е.;
2. даосо-моїзм Сун Цзяна IV ст. до н. е.;
3. даосо-легізм Шень Дао IV ст. до н. е.;
4. даосизм Гуань Їня та Лао-цзи VI—IV ст. до н. е.;
5. даосизм Чжуан-цзи;
6. школа імен Хуей Ши, Хуань Туаня, Гунсун Луна IV ст. до н. е.;

## Філософія «Чжуан-цзи»
На відміну від «Дао де цзіну», «Чжуан-цзи» не позбавлений особистісностей, тобто не є текстом одкровення, простежується більшою мірою діалогічний людський характер твору, автор(и) художньо змальовано викладає(ють) власні погляди.
Стрижнем цих філософських поглядів є вчення про Великий Шлях-Дао. Дао є всеохопним: воно присутнє як в найвеличніших сутностях, явищах, речах — в божествах та демонах, так і в, здавалося б таких огидних речах як сеча та фекалії. Світ постає у вигляді плавильної печі, де все нескінченно і постійно перетікає одне в одне, (взаємо)трансформується — це світ, в якому кожна людина в будь-який момент може стати печінкою миші, лапкою комахи або навіть Полярною зіркою. Щось не тільки може стати іншим, але й не буде перебільшенням сказати, що вже є, адже для Чжуан-цзи безсумнівно виходив з позиції тотальної «єдності тьми речей»(вань у і) світу як основи буття Всесвіту і, відповідно, усвідомлював, що насправді немає різниці чим є щось з огляду на цю єдність, навіть потенційність є актуальністю. Якщо так, то виходить, що у світі панує Хаос.
Концепція хунь-дуню — Хаосу, невпорядкованості не грає у вченні Чжуан-цзи ролі «ex nihilo»(«нічого»), не просто виступає віхою в процесі космогонії, але нарівні з Дао є основним принципом існування і функціонування Космосу, тобто космічність-впорядкованість полягає в тотальній взаємотрансформації Всесвіту та його елементів-частин (явищ, речей — Всього) — фактично в невпорядкованості-хаотичності.
Саме на абсолютній єдності світу робить акцент Чжуан-цзи, через що, до речі, критикує мову за її посягання на таку єдність: слова-імена «розривають» Єдине, надаючи кожному своєму суб'єктові автономність, самостійність, можливо, навіть найгірше — субстанціональність.
Відомий «випадок з життя» Мудреця, коли йому нібито наснилося, що він метелик, а невдовзі роздумував, чи то йому наснилося, що він метелик, чи то метелику наснилося, що той є Чжуан-цзи, має на меті вказати на релятивність і умовність Всього, усіх станів, зокрема й зачіпає проблему життя-смерті, яка була однією з найактуальніших ще для «адептів» протодаоського шаманізму. Грубо даосів можна поділити на таких, які намагалися всілякими способами продовжити собі життя і таких, які ставилися байдуже до смерті. Перші, маючи на меті безсмертя, для цього розробляли спеціальні дієтичні, сексологічні та дихальні практики і вважали, що з досягненням безсмертя вони стануть величнішими, святішими за древньокитайських досконаломудрих (шен жень), так їм легше буде осягнути Дао.
Але, хоч в «Чжуан-цзи» є згадки про таке прагнення безсмертя, воно аж ніяк не виступає самоціллю, скоріше має номінальний характер, це більше схоже на данину культурі. В тексті трапляються й слова про те, що немає жодних об'єктивних підстав, аби боятися смерті і висуваються гіпотези про те, що після смерті може бути краще, ніж за життя. Автор також не розділяє поняття «я» і «не-я» з огляду на Єдність світу.
Останнє має дуже важливий епістемологічний аспект. Чжуан-цзи вказує на те, що «істина» в кожного своя, через що вона не може бути істиною, тобто кожна «істина» має винятково суб'єктивний, чимось зумовлений характер, справжня ж істина (як така) фактично є непізнаваною або принаймні невисловлюваною, її мислить лише Дао, адже для Нього все є таким, яким воно насправді є. Говорячи про відносність істини на прикладі людей, які сперечаються («хіба людина, яка перемогла в суперечні, має рацію стовідсотково?»), критикує спекулятивність вчення школи імен (мін цзя) про істинність або хибність чогось за умови «вдалого» доказу. Ідеальне, абсолютне пізнання Світу (Дао), єднання з Великим Єдиним, виходить, є можливим лише за умови містичного його осягнення («знання, що не є знанням» — останнього етапу осягнення Абсолюту, коли людина досягає стану «володіння незнанням», якому передують етапи володіння знанням і перший етап «неволодіння знанням»; були й даоси, які порівнювали останній рівень зі станом незнання дитини, але справедливо було б зазначити, що такий стан більше подібний до «стану неволодіння знанням», ніж до «стану володіння незнанням»), адже раціональне, як не крути, розділяє Світ.
Недіяння (у вей) — дуже послідовний висновок із філософії Чжуан-цзи й даосизму взагалі, адже оскільки все є Єдиним і немає фактично різниці, якими будуть нюанси в цій єдності, людина вже є необхідно природною, навіть якщо вона сповідуватиме діяльність (ю вей) — це, по суті, ніяк не відіб'ється на Всесвіті-Космосі. Дао разом з Де (сила, яка робить речі тим, чим вони є, «блага сила») зробили людину вільною, через що жодним чином не можна обмежувати її будь-якими ціннісними системами, зокрема звідси й випливає критика конфуціанства з його гуманністю й справедливістю — їх треба «забути» разом із корисливістю. Також присутня критика людини, яка забуває свою природність і все глибше втягує себе в багно штучного відходу від природи.

Відповідно до цього й виникає політичний ідеал «Чжуан-цзи» — це фактично анархізм, хіба що з номінальним правителем, який має дозволяти своїм підданим робити що завгодно, зважаючи на їх природність: 
«Я чув про те, що Піднебесній потрібно дозволити бути такою, якою вона є, але не чув, що світом потрібно управляти. Я кажу: „дозволити бути“, тому що побоююся, що природу людей зіпсують керуванням. Я говорю: „бути таким, який він є“, тому що вважаю, що керуванням можна насильно змінити властивості людей. Але якщо ніхто не схильний до надмірностей і не відрікається від своїх життєвих властивостей, для чого тоді управляти Піднебесною?» (Переклад В. В. Малявіна, гл. 11).

Хоча перед тим згадувалося про позитивність правових кодифікацій в аспекті бажання влади уніфікувати, зрівняти, згармонізувати Піднебесну — аби закони працювали на благо Цілісності-Єдності останньої.